# Calophyllum spectabile
Espèce
Classification APG III (2009)
Calophyllum spectabile, appelé communément takamaka rouge à La Réunion, est une espèce de plantes à fleurs de la famille des Clusiaceae, selon la classification classique, des Calophyllaceae, selon la classification phylogénétique. C'est un arbre pouvant atteindre dix à quinze mètres de hauteur. Il est endémique de l'île Maurice et de La Réunion.

## Description
Son tronc jaunâtre ou à taches grises peut atteindre 25 cm de diamètre à hauteur de poitrine. Ses feuilles simples ou opposées ont un limbe étroitement elliptique plutôt aigu avec des nervures secondaires visibles et saillantes sur les deux faces.
Son inflorescence est à sept ou huit fleurs simples aux périanthes de sept à neuf pièces et aux étamines nombreuses. Ses fruits sont ovoïdes et peuvent flotter.
Des exemplaires sont visibles au jardin botanique de Pamplemousses.

## Habitat
Cet arbre croît dans les forêts humides jusqu'à de hautes altitudes (800 à 1 000 mètres).

## Utilisation
C'est un bois d'œuvre utilisé pour sa maille fine.